# Emil von Holstein-Rathlou (godsejer)
 Der er flere personer med dette navn, se Emil von Holstein-Rathlou.
Christian Frederik Emil (von) Holstein-Rathlou (født 11. november 1849 på Rathlousdal, død 29. januar 1919 i København) var en dansk godsejer.

## Godsejeren
Han var søn af Niels Rosenkrantz von Holstein-Rathlou (1812-1850) og Julie Sophie Dorothe Elisa Volradine von Leitner (1824-1902), var 1863-67 elev på Sorø Akademi og arvede efter faderens tidlige død 1850 stamhuset Rathlousdal og det Brunswardenske Fideikommis, som indtil 1872 blev bestyret af Emil von Holstein-Rathlous farbror Viggo von Holstein-Rathlou.
I sin ungdom levede han et rigt og bekymringsfrit liv. Især købte han skibe, på hvilke han tog på årelange togter i de danske farvande og i Middelhavet; bl.a. kom han til Alexandria i Egypten. Han grundlagde også sin passion for jagt og afholdt ekstravagante jagtbegivenheder for standsfællerne og kongehuset.
Han supplerede sine arvede besiddelser med ejendommene Rodsteenseje (1869-1914), Ulvsborg (hvor han opførte avlsgården og hovedbygningen), Holmgård (1875-1890), Lundhof (1905-06) og Hesselø, som han købte 1899. Ved sin død ejede han 3.800 tønder land.
4. oktober 1878 blev han hofjægermester og 20. november 1896 Ridder af Dannebrog.

## Lokalt engagement
Han var fra 1875 engageret i Odder bys udvikling, grundlagde 1880 havnen i Hov, som voksede fra et fiskerleje til en by, og finansierede i 1878 opførelsen af Odders første vandværk.
Han spillede også en nøglerolle i tilblivelsen af Odder-Hov-banen. Odderkredsens folketingsmedlem Geert Winther stillede i 1880 forslag om en jernbane fra Aarhus til Odder og videre til Ørting, hvorfra den kunne forlænges til Gyllingnæs eller Hov, hvis der fra et af de steder blev etableret en færgerute til Sjælland. Emil von Holstein-Rathlou begyndte i vinteren 1881 at bygge havnen i Hov og ville tegne mange aktier i banen, hvis den kom til Hov. Så Geert Winthers forslag blev ændret til en linjeføring Aarhus-Odder-Hov, som blev vedtaget 9. maj 1882. Holstein-Rathlou var omkring 1907 formand for bestyrelsen for hele Hads-Ning Herreders Jernbane.
Holstein-Rathlou var 8. juni 1884 medstifter af og 1892-97 medlem af bestyrelsen for Dansk Jagtforening og fra 1900 medlem af repræsentantskabet for Foreningen til Udgivelse af Danmarks Adels Aarbog.

## Familie
Holstein-Rathlou ægtede 4. november 1878 i Garnisons Kirke Sophie "Sofy" Dagmar Elisabeth Jerichau (23. juli 1859 i København – 14. april 1944, København), datter af kunstnerparret J.A. Jerichau og Elisabeth Jerichau Baumann.
De fik børnene Hertha, Huno, Krantz, Karen, Otto, Emil og Viggo von Holstein-Rathlou.

## Personlighed
Holstein-Rathlou var en patriarkalsk adelsmand af den gamle skole, men var samtidig velorienteret om sin tids udviklingstendenser, som han støttede aktivt.
Efter 1900 førte han, ofte sammen med hustruen Sofy, en lang række retssager mod både sine børn og sine ansatte, hvilket helt nedbrød hans anseelse i offentligheden. På et tidspunkt gjorde han en af sine sønner arveløs, hvorpå sønnen henvendte sig til sognerådet for at ansøge om fattigdomsunderstøttelse. Det førte til en pinlig "landsindsamling" til den fattige adelssøn i Ekstra Bladet. Desuden forfaldt hovedbygningen på Rathlousdal, som endte med at blive nedrevet i 1950.
Holstein-Rathlou er begravet på Frederiksberg Ældre Kirkegård. Der findes et portrætmaleri (jagtportræt) fra 1876 i privateje udført af Elisabeth Jerichau Baumann.
En række af hustruen Sofys breve findes på Det Kongelige Bibliotek.